# Лориесфонтейн
Лориесфонтейн (африк. Loeriesfontein) — небольшой город в регионе Намакваленд Северо-Капской провинции ЮАР. Относится к муниципалитету Натам. Расположен в низине, окружённой горами. В 2011 году население города составляло 2744 человека

## Название
Лориесфонтейн в переводе с африкаанс означает «весна Лорие». Происхождение названия неясно: город был назван либо в честь птицы шлемоносный турако (Tauraco corythaix) — «Loerie» на языке африкаанс, либо в честь вариации глагола «loer», означающего «наблюдать, шпионить или подглядывать украдкой». Альтернативное объяснение состоит в том, что место было названо в честь еврейского коммивояжера по фамилии Лури.

## География
Город раскинулся в долине, окружённой горами. Относится к муниципалитету Хантам. Расположен в 65 км к северо-востоку от Ньювудвилла, на высоте около 960 м над уровнем моря.

## История
Город вырос вокруг универмага, основанного в 1894 году странствующим торговцем Библиями Фредриком Тернером, который приехал из Нориджа (Англия). Магазин Turner & Haupt SPAR существует до сих пор и принадлежит в настоящее время внуку Фредерика Тернера Виктору Хаупту.
Лориесфонтейн входит в регион Намакваленд, хорошо известный своими весенними цветами (август—сентябрь) и большим разнообразием различных растений. В этом регионе можно увидеть около 4 тыс. разновидностей растений. Весной цветение привлекает туристов в регион, но в остальное время года основными видами коммерческой деятельности являются сельское хозяйство (главным образом овцеводство) и добыча полезных ископаемых, таких как соль.
В Лурисфонтейне построены ветряные электростанции как часть национальной Программы закупок возобновляемой энергии у независимых производителей (REIPPP) правительства ЮАР и управляются компанией Mainstream Renewable Power South Africa. Комплекс ветряных электростанций Лурисфонтейна и Хобаб включает в общей сложности 122 турбинных генератора, расположенных на площади 6,7 тыс. га. 

## Музей ветряных мельниц
Уроженец Кейптауна доктор Уолтон был хорошо известен своим интересом к различным аспектам сохранения ветряных мельниц, перекачивающих воду (ветряных насосов). Он написал книгу на эту тему совместно с Андре Преториусом «Ветряные насосы в Южной Африке». Чтобы поделиться этими собранными знаниями с более широкой аудиторией, он предложил основать музей ветряных насосов, который был в результате основан в Лурисфонтейне. Музей собрал по всей Южной Африке 27 ветряных насосов, которые представлены в музее.

Музей ветряных мельниц
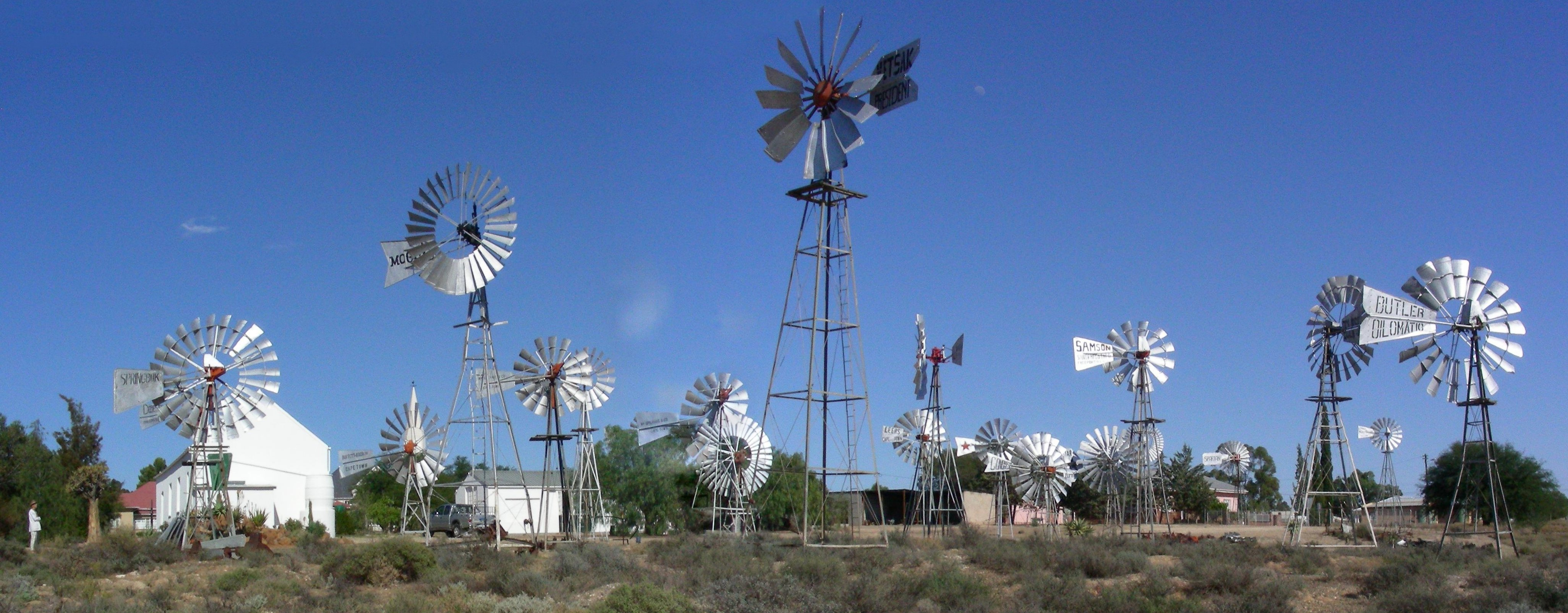
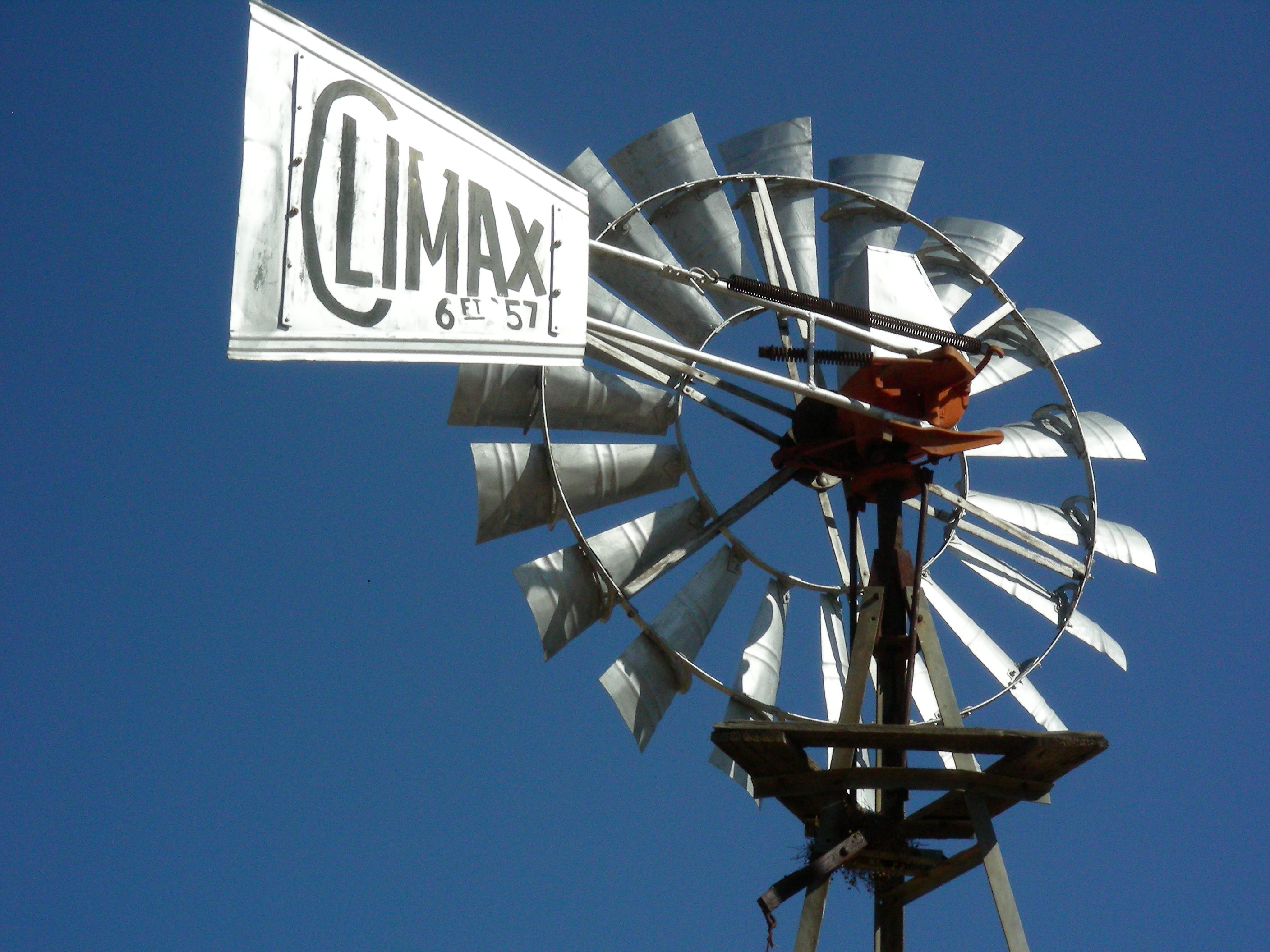
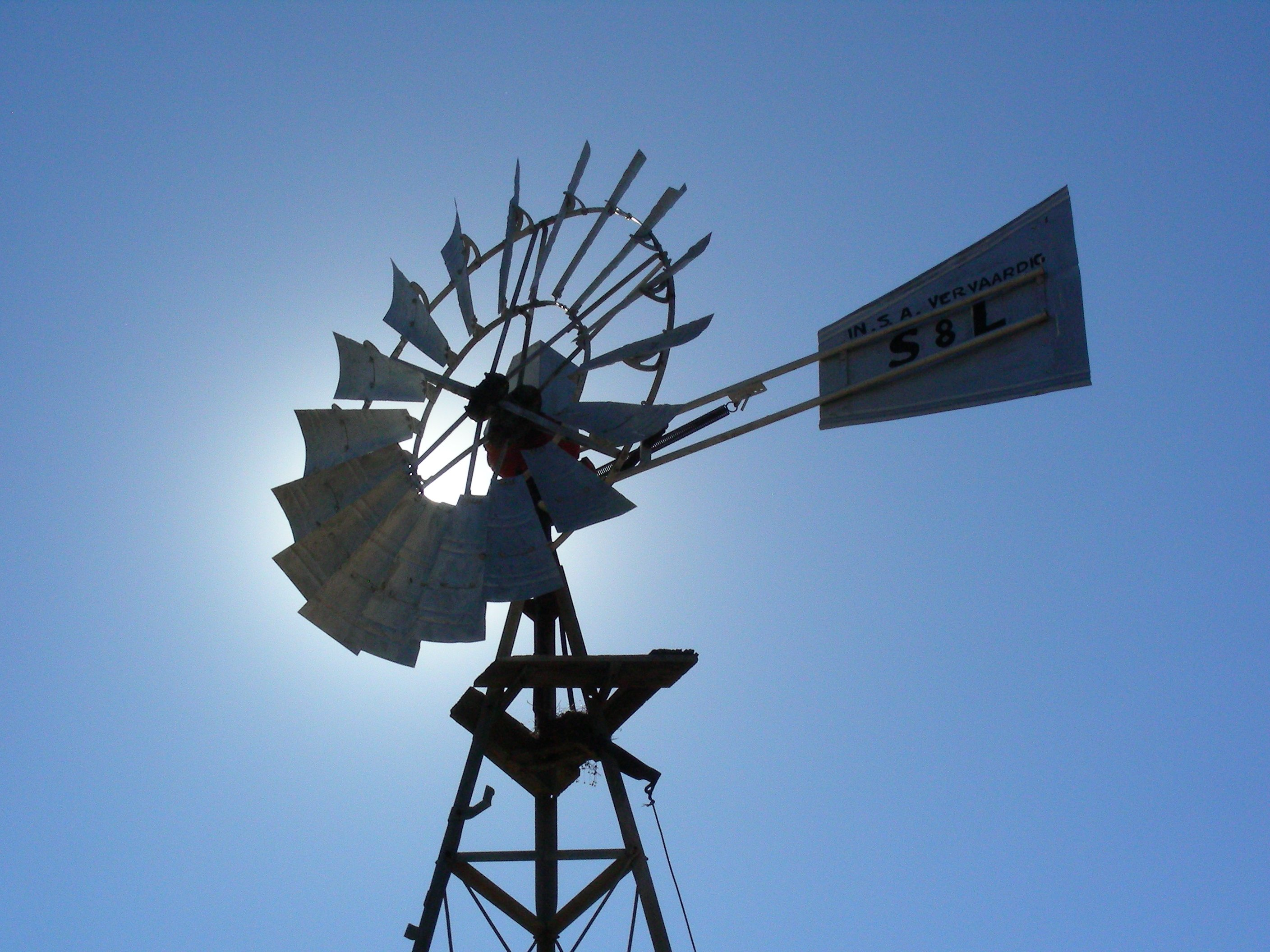